# Madone de Stalingrad
Pour les articles homonymes, voir Stalingrad (homonymie).

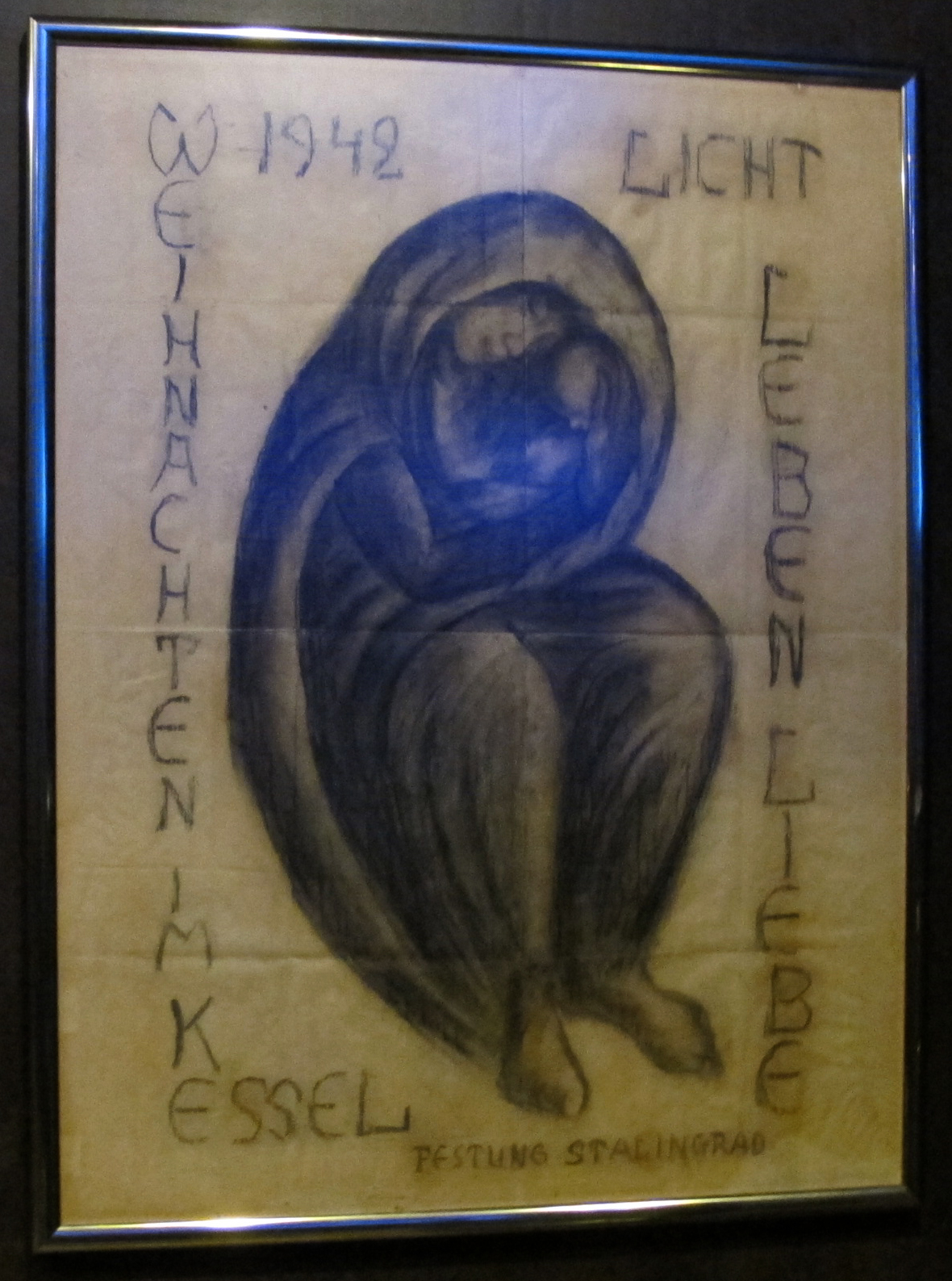
Madone de Stalingrad, Kaiser-Wilhelm-Gedächtniskirche, Berlin.

La Madone de Stalingrad est une image de la Vierge Marie dessinée par le lieutenant allemand Kurt Reuber (de), médecin de la Wehrmacht et pasteur protestant, en décembre 1942 à Stalingrad (aujourd'hui Volgograd), Russie, pendant la bataille homonyme. L'original est exposé à l'église du Souvenir à Berlin, tandis que des copies sont désormais exposées en rappel contre la guerre  dans de nombreuses églises d'Allemagne, d'Autriche, d'Angleterre et de Russie, notamment les cathédrales de Berlin et de Coventry, en signe de réconciliation entre les anciens belligérants de la Seconde Guerre mondiale.

## Descriptif
C'est un simple croquis fait au fusain au dos d'une carte d'état-major. Il mesure environ 120 cm sur 90. La Vierge Marie est représentée enveloppée dans un grand châle, tenant l'enfant Jésus près de sa joue. Sur le bord droit sont écrits les mots Licht, Leben, Liebe (« Lumière, Vie, Amour ») tirés de l'Évangile selon Jean. Sur la gauche, Reuber a écrit Weihnachten im Kessel 1942 (« Noël dans le Chaudron 1942 ») et en bas Festung Stalingrad (« Forteresse Stalingrad »). Kessel (« chaudron »), est le terme militaire allemand pour désigner une zone encerclée et la « forteresse de Stalingrad. » fut le nom donné à cette zone encerclée dans la presse nazie de l'époque.

## Histoire

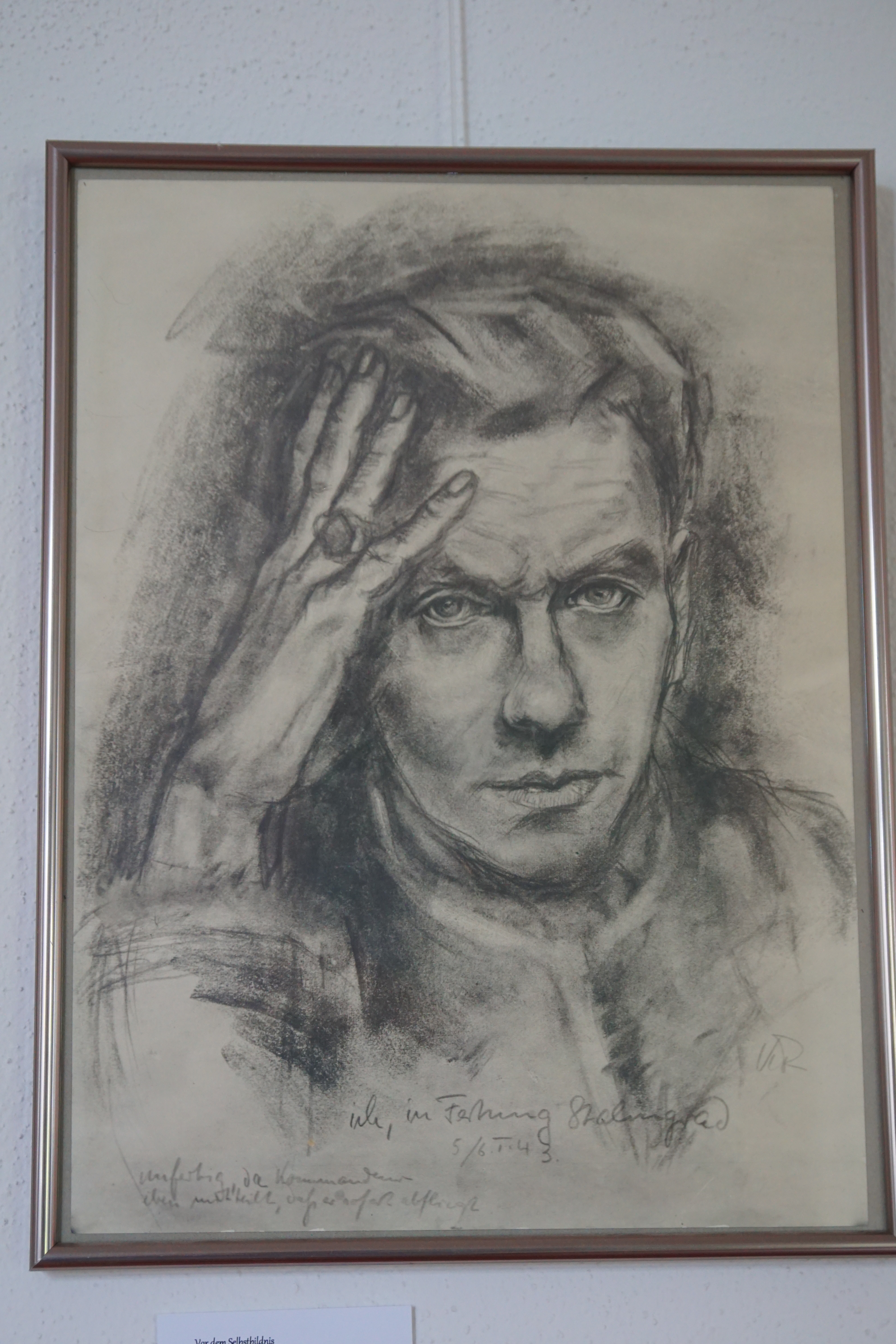
Kurt Reuber.

Le dessin fut rapporté en Allemagne par un commandant de bataillon de la 16e Panzergrenadier Division lors du dernier transport aérien à quitter Stalingrad encerclé. Reuber fut, lui, fait prisonnier après la reddition de la 6e armée allemande et mourut dans le camp de prisonniers de Jelabuga, environ 1 000 kilomètres au nord-est de Stalingrad.
Le dessin et les lettres de Reuber furent publiés peu après la guerre et l'aumônier de marine Arno Pötzsch écrivit un livre de poésie d'apologie intitulé La Madone de Stalingrad en 1946. L'ouvrage devint un puissant symbole de paix dans la période de la guerre froide aussi bien qu'une part du mythe de Stalingrad dans la société allemande. Des copies furent faites du dessin et exposées dans les cathédrales de Volgograd, Berlin et Coventry comme symbole de réconciliation. Une « croix de clous » de Coventry est également exposée à l'église du souvenir.
À Noël 1943 Reuber, alors en captivité, dessina un second croquis similaire destiné au journal des prisonniers du camp. Il l'intitula la Madone aux Prisonniers. Il mourut peu de temps après le 20 janvier 1944.
La Madone et de nombreuses lettres de Reuber furent remises à sa famille. Plus tard, le magnat de la presse Axel Springer encouragea les enfants de Reuber à faire don de l'œuvre à l'église du Souvenir. Springer, les trois enfants de Reuber et le prince Louis Ferdinand (comme président du conseil de l'église du Souvenir) assistèrent à une cérémonie de consécration à l'église du Souvenir en août 1983.
Kurt Reuber dessina durant l’année 1942 d’autres portrait de personnes soviétiques qu’il rencontra en campagne. Parmi ceux-ci, il réalisa un portrait du Lieutenant Nikolai Meroshenko.

## Source
- (en) Cet article est partiellement ou en totalité issu de l’article de Wikipédia en anglais intitulé « Stalingrad Madonna » (voir la liste des auteurs).